# Opha Pauline Dube
Opha Pauline Dube ou Pauline Dube née en 1960, est une scientifique de l'environnement botswanaise et professeure associée au département des sciences de l'environnement de l'Université du Botswana.
Elle est co-auteure du rapport spécial du GIEC sur le réchauffement climatique de 1,5 °C. Elle est l'une des quinze scientifiques à créer le Rapport mondial sur le développement durable 2023 pour les Nations Unies.

## Éducation
Opha Pauli Dube obtient son MPhil en télédétection appliquée à l'Université de Cranfield au Royaume-Uni en 1989. Elle obtient un doctorat de l'Université du Queensland en 2000. Elle passe son doctorat grâce à une collaboration entre l'Université du Botswana et l'Université du Queensland organisée par l'Organisation de recherche scientifique et industrielle du Commonwealth. Le travail consiste à étudier si les méthodes basées sur la télédétection utilisées sur les aires de répartition australiennes pouvaient être appliquées pour surveiller la dégradation des terres au Botswana.

## Carrière et recherche
Opha Pauli Dube est professeur associé au Département des sciences de l'environnement de l'Université du Botswana,. Ses recherches et son enseignement portent sur les aspects sociaux et biophysiques du changement environnemental global. En 2012, elle obtient une bourse de recherche à l'Australian National Climate Change Adaptation Research Facility (NCCARF) de l'Université Griffith, puis une bourse similaire à l'Environmental Change Institute de l'Université d'Oxford en 2018.
Opha Pauli Dube est co-vice-président du Programme international géosphère-biosphère (IGBP) entre 2010 et 2015  et vice-président du Comité national sur le changement climatique du Botswana entre 2017 et 2019. Opha Pauli Dube est actuellement coprésident du comité consultatif scientifique de la recherche sur le climat pour le développement en Afrique (CR4D)-UNECA  et vice-président du groupe consultatif scientifique de l'Organisation météorologique mondiale (OMM). Elle est également l'une des rédactrices en chef de la revue académique Elsevier Current Opinion in Environmental Sustainability  et rédactrice en chef associée du CSIRO Rangeland Journal. En 2019, Opha Pauli Dube figure dans le top 100 des "personnes les plus influentes au monde en matière de politique climatique" et en octobre 2020, elle est nommée par le secrétaire général de l'ONU pour être l'une des quinze scientifiques à créer le rapport mondial sur le développement durable 2023 pour les Nations unies.
Opha Pauli Dube fait partie du groupe de travail II du Groupe d'experts intergouvernemental sur l'évolution du climat (GIEC) depuis le troisième rapport d'évaluation. Ce groupe "évalue la vulnérabilité des systèmes socio-économiques et naturels au changement climatique, les conséquences négatives et positives du changement climatique et les options pour s'y adapter". Elle contribue aux troisième, quatrième  et cinquième  rapports d'évaluation du GIEC, agissant à la fois en tant qu'auteure et réviseure. Son travail sur le rapport Climate Change 2007: Impacts, Adaptation, and Vulnerability (AR4 WG2), dans le cadre du quatrième rapport d'évaluation, conduit Opha Pauli Dube à recevoir un certificat du Prix Nobel de la paix international en 2007. Elle est également coordinatrice de l'auteur principal de deux des rapports spéciaux du GIEC : Gérer les risques d'événements extrêmes et de catastrophes pour faire progresser l'adaptation au changement climatique (SREX)  et Réchauffement planétaire de 1,5 ºC (SR15). Opha Pauli Dube travaille actuellement comme réviseur pour le prochain sixième rapport d'évaluation du GIEC, sur le chapitre intitulé "Aliments, fibres et autres produits écosystémiques".

## Prix et distinctions
- 2007 : co-récipiendaire de la certification du prix international Nobel de la paix [14]
- 2018: "International Alumni of the Year" dans le cadre des Alumni Awards annuels de l'Université du Queensland [2]
- 2019 : Classée dans le top 100 des "personnes les plus influentes au monde en matière de politique climatique" [8]

## Publications sélectionnées
- Allen, MR, OP Dube, W. Solecki, F. Aragón-Durand, W. Cramer, S. Humphreys, M. Kainuma, J. Kala, N. Mahowald, Y. Mulugetta, R. Perez, M. Wairiu et K. Zickfeld, 2018. Cadrage et contexte. Dans : Réchauffement climatique de 1,5°C. Un rapport spécial du GIEC sur les impacts d'un réchauffement climatique de 1,5 °C au-dessus des niveaux préindustriels et les voies d'émission mondiales de gaz à effet de serre connexes, dans le contexte du renforcement de la réponse mondiale à la menace du changement climatique, du développement durable et des efforts pour éradiquer la pauvreté [Masson-Delmotte, V. et al . (éd. )]. Dans la presse.
- Maru, YT, MS Smith, A. Sparrow, PF Pinho, OP Dube, 2014. Un cadre lié à la vulnérabilité et à la résilience pour les voies d'adaptation dans les communautés défavorisées éloignées. Changement environnemental mondial, 28, 337–350. doi:10.1016/j.gloenvcha.2013.12.007
- Dubé, OP, 2009. Relier le feu et le climat : interactions avec l'utilisation des terres, la végétation et le sol. Opinion actuelle sur la durabilité environnementale, 1 (2), 161-169. doi.org/10.1016/j.cosust.2009.10.008
- Fischlin, A., GF Midgley, JT Price, R. Leemans, B. Gopal, C. Turley, MDA Rounsevell, OP Dube, J. Tarazona, AA Velichko, 2007. Les écosystèmes, leurs propriétés, biens et services. Dans : Climate Change 2007 : Impacts, Adaptation and Vulnerability. Contribution du Groupe de travail II au quatrième rapport d'évaluation du Groupe d'experts intergouvernemental sur l'évolution du climat. [Parry, ML et al . éd. ]. Cambridge University Press, Cambridge, 211-272.